# Piaggio P.149
Le Piaggio P.149 est un avion d'entraînement italien des années 1950 qui fut notamment construit sous licence ouest-allemande par Focke-Wulf.

## Historique

### Conception

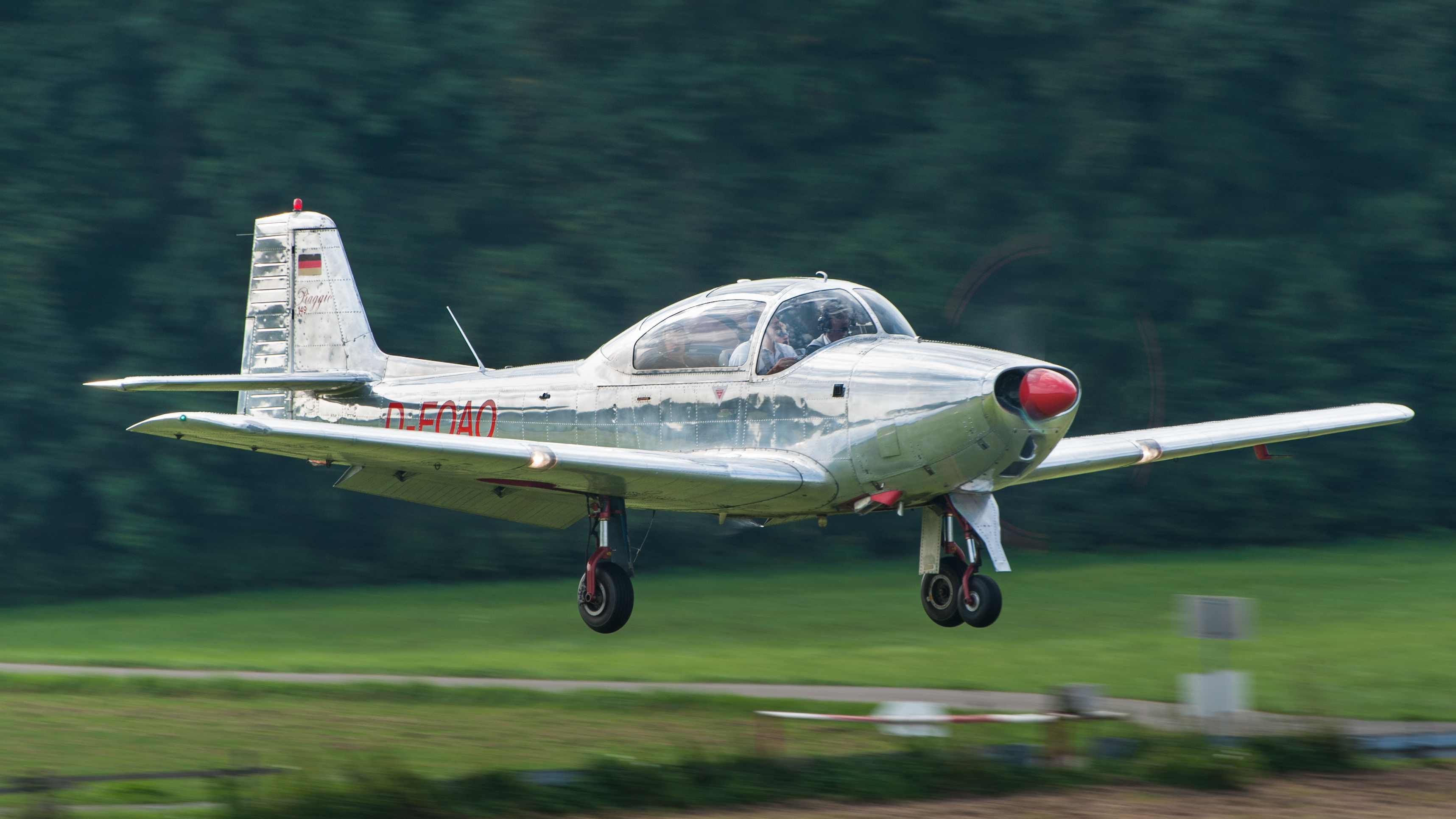
Piaggio P149D

Le P.149 est né de la volonté des dirigeants de la société Piaggio de proposer une version agrandie et plus polyvalente du biplace P.148 alors en dotation dans les rangs de l'aviation italienne. Le nouvel avion devait en outre permettre d'accéder aux marchés étrangers, en concurrence des avions américain, britanniques, ou encore français.
Le design de base se fondait sur celui du P.148 mais les ingénieurs décidèrent d'abandonner le train d'atterrissage classique pour un tricycle plus moderne.
En outre ils eurent l'idée de proposer l'avion comme un quadriplace ouvrant ainsi l'avion aux marchés de la liaison aérienne.
C'est dans cette configuration que l'appareil réalisa son premier vol le 19 juin 1953.

### Service
Bien que prioritairement militaire le Piaggio P.149 connut une carrière restreinte également dans le domaine de l'aviation civile, comme avion de tourisme notamment en Allemagne, et en Suisse.

#### Utilisateurs militaires
- Allemagne : Luftwaffe et Marineflieger.
- Autriche : Österreichische Luftstreitkräfte.
- Israël : Heyl Ha'Avir.
- Italie : Aeronautica Militare.
- Nigeria : Nigerian Air Force.
- Ouganda : Uganda People's Defence Force.
- Tanzanie : Tanzania Air Force.

## Aspects techniques

### Description
Le Piaggio P.149 se présente sous la forme d'un monoplan à aile basse cantilever. De construction métallique il est propulsé par un moteur à six cylindres à plat Lycoming O-480 développant 273 chevaux et entraînant une hélice tripale elle aussi en métal. L'avion possède un train d'atterrissage tricycle escamotable. Son cockpit est du type biplace côte à côte et deux passagers peuvent prendre places dans des sièges installés derrière le pilote et son instructeur.

### Versions

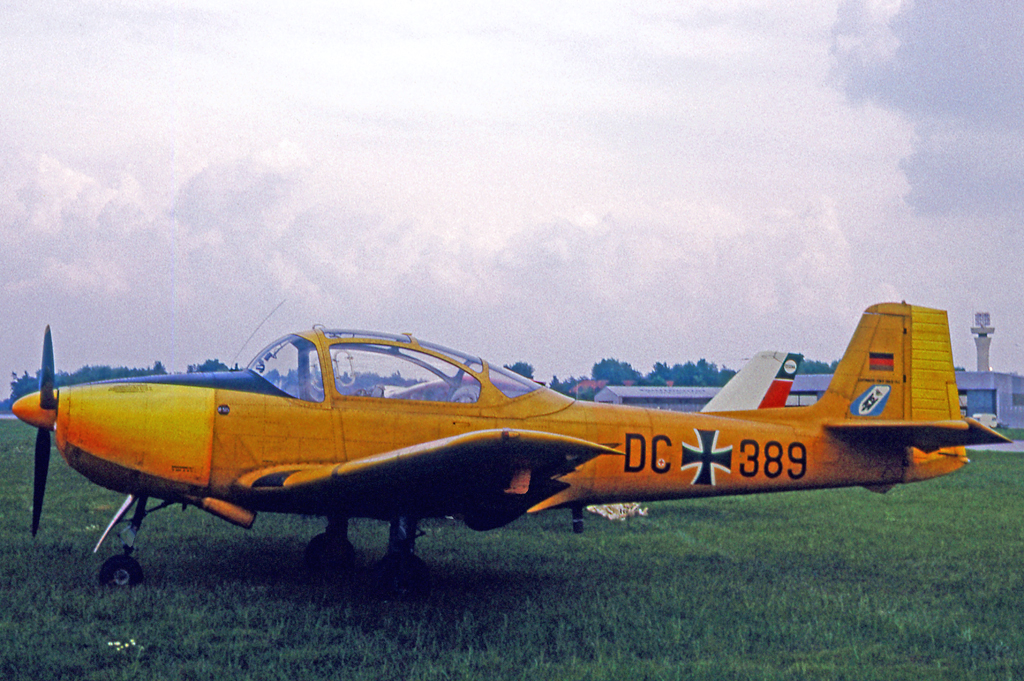
Piaggio P-149D dans sa livrée de la Luftwaffe.

- Piaggio P.149D : Désignation attribuée aux 70 exemplaires produits en Italie et destinés à l'Allemagne. Le D signifiant Deutschland.
- Piaggio FWP.149D : Désignation attribuée aux 190 exemplaires produits à Brème en Allemagne de l'Ouest pour ses propres forces.

## Préservation

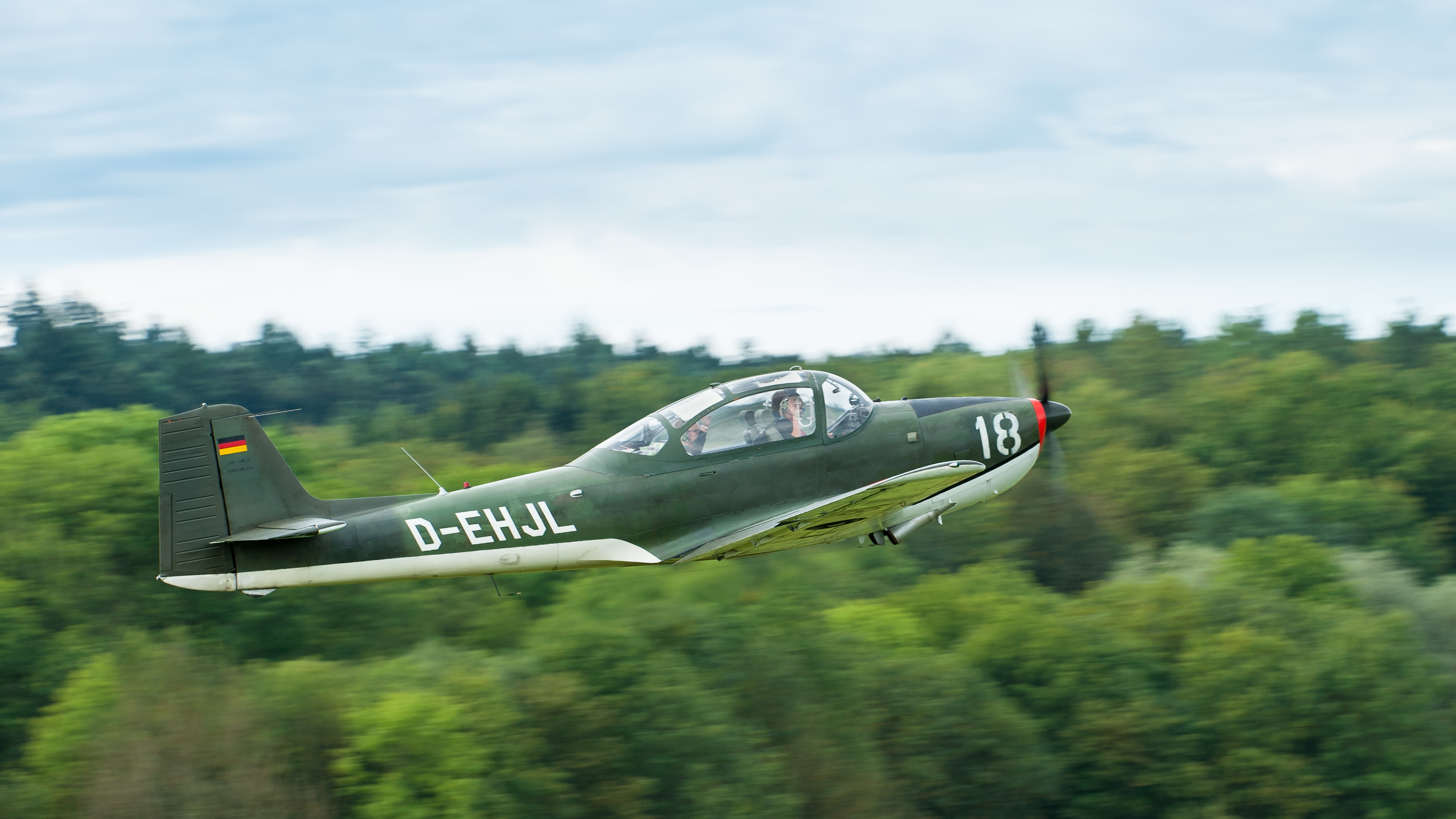
Piaggio P.149D préservé en Allemagne.

### Dans des musées
- L'Aeronauticum (Nordholz, Allemagne) : un exemplaire allemand[3].
- Le Musée de l'aviation chinoise : un exemplaire tanzanien[4].
- Le Museo Gottard Park (Castelletto sopra Ticino, Italie) : un exemplaire allemand[5].

### Par des collectionneurs privés
Plusieurs Piaggio P.149 volent en tant que warbirds notamment sous des immatriculations civiles allemandes, américaines, canadiennes,  et françaises.

## Aéronefs comparables
- le Morane-Saulnier MS-880 Rallye français.
- Le Ryan L-17 américain.
- Le Saab MFI-15 Safari suédois.

## Sources & références

### Sources bibliographiques
- Michel Marmin, Encyclopédie "Toute l'aviation", Editions Atlas, 1993.
- (en) David Willis, Aerospace Encyclopedia of World Air Forces, Norwalk, USA, Airtime Publishing, 2009 (ISBN 978-1-880588-30-7 et 1-880588-30-7).
- Pierre Gaillard, Avions et hélicoptères militaires d'aujourd'hui, Clichy/Paris, Larivière, 1999, 304 p. (ISBN 2-907051-24-5).

### Sources web
- Le Piaggio P.149 sur le site francophone AvionsLégendaires.
- Le Piaggio P.149 sur le site francophone AviationsMilitaires.